# Anastajia Babet
Pour les articles homonymes, voir Babet.
Anastajia Babet, née le 20 septembre 2000, est une haltérophile mauricienne.

## Carrière
Aux  Championnats d'Afrique 2018 à Mahébourg, Anastajia Babet remporte trois médailles de bronze dans la catégorie des moins de 90 kg.
Aux Jeux des îles de l'océan Indien 2019 à Maurice, elle remporte une médaille de bronze et une d'argent. 
Aux Jeux des îles de l'océan Indien 2023 à Madagascar, elle est triple médaillée d'or dans la catégorie des moins de 81 kg.
Aux  Championnats d'Afrique 2025 à Moka, Anastajia Babet remporte trois médailles d'or dans la catégorie des moins de 81 kg.